# Bryobia montana
Bryobia montana är en spindeldjursart som beskrevs av P. Mitrofanov 1973. Bryobia montana ingår i släktet Bryobia och familjen Tetranychidae. Inga underarter finns listade.